# Алефелд-Бистензе
Алефелд-Бистензе (њем. Ahlefeld-Bistensee) општина је у њемачкој савезној држави Шлезвиг-Холштајн. Једно је од 165 општинских средишта округа Рендсбург. Према процјени из 2010. у општини је живјело 480 становника. Посједује регионалну шифру (AGS) 1058175.

## Географија
Алефелд-Бистензе се налази у савезној држави Шлезвиг-Холштајн у округу Рендсбург. Општина се налази на надморској висини од 15 метара. Површина општине износи 10,0 km².

## Становништво
У самом мјесту је, према процјени из 2010. године, живјело 480 становника. Просјечна густина становништва износи 48 становника/km².